# I Love You (песня EXID)
«I Love You» (с англ. — «Я люблю тебя») — сингл записанный южнокорейской гёрл-группы EXID. Был выпущен 21 ноября 2018 года лейблом Banana Culture при поддержке Sony Music. Музыкальное видео на песню было также выпущено 21 ноября. Это знаменует возвращение Сольчжи после перерыва из-за проблем со здоровьем.

## Релиз
Песня была выпущена в качестве цифрового сингла 21 ноября 2018 года через несколько музыкальных порталов, включая MelOn и iTunes. CD сингл был выпущен на следующий день в Южной Корее.
Песня написана и спродюсирована Shinsadong Tiger и участницей группы LE.

## Коммерческий успех
«I Love You» дебютировал на 61-й строчке в цифровом чарте Gaon и на 7 строчке в альбомном чарте Gaon, за неделю, закончившуюся 24 ноября 2018 года. Он также дебютировал на 65 строчке в Billboard Korea’s Kpop Hot 100 в течение недели 25 ноября. На своей второй неделе песня достигла пика на 29 строчке на Gaon и на 21 строчке на Hot 100. In its second week, the song peaked at number 29 on Gaon and at number 21 on the Hot 100.
Песня также вошла в чарты продаж Billboard World Digital Songs под номером 5, заработав первый топ-5 группы в чарте, с 1000 загрузками, проданными за неделю, закончившуюся 22 ноября.
Физическая копия сингла стала 25-м самым продаваемым альбомом ноября 2018 года, с 14 777 проданными копиями.

## Трек-лист
| №                   | Название              | Текст песни         | Музыка              | Аранжировка         | Длительность |
| ------------------- | --------------------- | ------------------- | ------------------- | ------------------- | ------------ |
| 1.                  | «I Love You» (알러뷰) | Shinsadong Tiger LE | Shinsadong Tiger LE | Shinsadong Tiger    | 3:14         |
| 2.                  | «I Love You» (Inst.)  |                     | Shinsadong Tiger LE | Shinsadong Tiger    | 3:14         |
| Общая длительность: | Общая длительность:   | Общая длительность: | Общая длительность: | Общая длительность: | 6:28         |

## Чарты
| Чарты (2018)                    | Пиковые позиции |
| ------------------------------- | --------------- |
| Новая Зеландия (RMNZ)           | 34              |
| Республика Корея (Gaon Digital) | 29              |
| Республика Корея (Gaon Social)  | 2               |
| Республика Корея (Gaon Album)   | 7               |
| Республика Корея (Billboard)    | 21              |
| США World Digital Songs         | 5               |